# Туриева, Тима Будзиевна
Ти́ма Будзи́евна Тури́ева (род. 22 июня 1992) — российская тяжелоатлетка, выступающая в весовой категории до 63 кг, чемпионка мира 2013 года, Заслуженный мастер спорта России.
В октябре 2020 года Международная федерация тяжёлой атлетики дисквалифицировала спортсменку за нарушение антидопинговых правил на четыре года (9 декабря 2017 — 9 декабря 2021).

## Спортивная карьера
Тима родилась и выросла в городе Дигора (Республика Северная Осетия — Алания).
Высшим достижением Тимы Туриевой является звание чемпионки мира 2013 года в весовой категории до 63 кг.

### Результаты выступлений
| Год  | Соревнование                   | Место проведения  | Весовая категория | Рывок  | Толчок | Сумма двоеборья | Место |
| 2009 | Чемпионат мира среди юношей    | Чиангмай          | до 58 кг          | 86 кг  | 100 кг | 185 кг          | 5     |
| 2009 | Чемпионат Европы среди юношей  | Эйлат             | до 63 кг          | 90 кг  | 110 кг | 200 кг          | 2     |
| 2010 | Чемпионат мира среди юниоров   | София             | до 63 кг          | 98 кг  | 119 кг | 217 кг          | 2     |
| 2011 | Чемпионат мира среди юниоров   | Пинанг            | до 63 кг          | 102 кг | 127 кг | 229 кг          | 1     |
| 2012 | Чемпионат мира среди юниоров   | Антигуа-Гуатемала | до 69 кг          | 104 кг | 130 кг | 234 кг          | 4     |
| 2012 | Чемпионат Европы среди юниоров | Эйлат             | до 69 кг          | 108 кг | 130 кг | 238 кг          | 1     |
| 2013 | Чемпионат мира                 | Вроцлав           | до 63 кг          | 112 кг | 140 кг | 252 кг          | 1     |
| 2014 | Чемпионат Европы               | Тель-Авив         | до 63 кг          | 105 кг | 131 кг | 236 кг          | 1     |
| 2014 | Чемпионат России               | Грозный           | до 69 кг          | 115 кг | 148 кг | 263 кг          | 1     |
| 2014 | Чемпионат мира                 | Алматы            | до 63 кг          | 112 кг | 140 кг | 252 кг          | 2     |
| 2015 | Чемпионат мира                 | Хьюстон           | до 63 кг          | 112 кг | 136 кг | 248 кг          | 2     |
| 2016 | Чемпионат России               | Владикавказ       | до 63 кг          | 105 кг | 135 кг | 240 кг          | 1     |
| 2017 | Чемпионат Европы               | Сплит             | до 63 кг          | 97 кг  | 121 кг | 218 кг          | 3     |
| 2017 | Летняя Универсиада             | Тайбэй            | до 63 кг          | 102 кг | 124 кг | 226 кг          | 2     |